# Burg Hohenlupfen

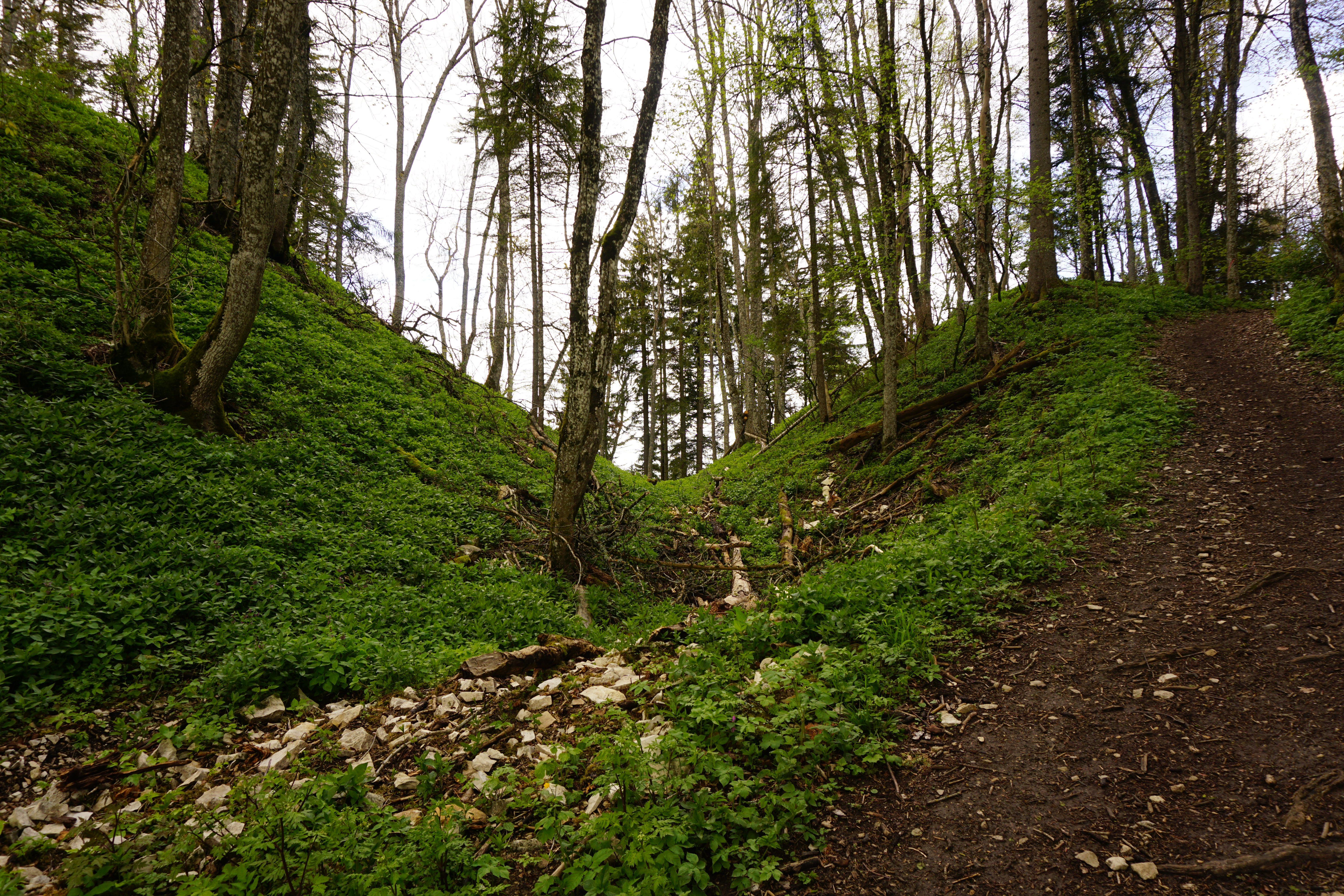
Östlicher Burggraben

Die Burg Hohenlupfen, auch Burg Lupfen oder Burgrest Hohenlupfen genannt, ist eine abgegangene Höhenburg oberhalb von Talheim im Landkreis Tuttlingen in Baden-Württemberg, Deutschland.

## Geographische Lage
Die Burgstelle befindet sich auf dem Zeugenberg Lupfen, auch Hohenlupfen genannt. Der Lupfen ist mit 975,5 m ü. NHN der höchste Berg der Baaralb (König der Baar).

## Geschichte
Rhenanus vermutet einen römischen Ursprung der Burg. Er führt dies auf die im Ausoniusgedicht genannte Stelle „Lupondum“, „Lupondunum“ oder „Luponum“, die Burg, zurück. Die 1065 ersterwähnte Burg Hohenlupfen war Stammburg der Grafen von Lupfen, eines dem schwäbischen Uradel zugehörigen mächtigen Adelsgeschlechts. Sie erwarben 1251 durch Erbfall die Landgrafschaft Stühlingen im Klettgau, die Herrschaft Hohenhewen sowie Besitzungen im Elsass.

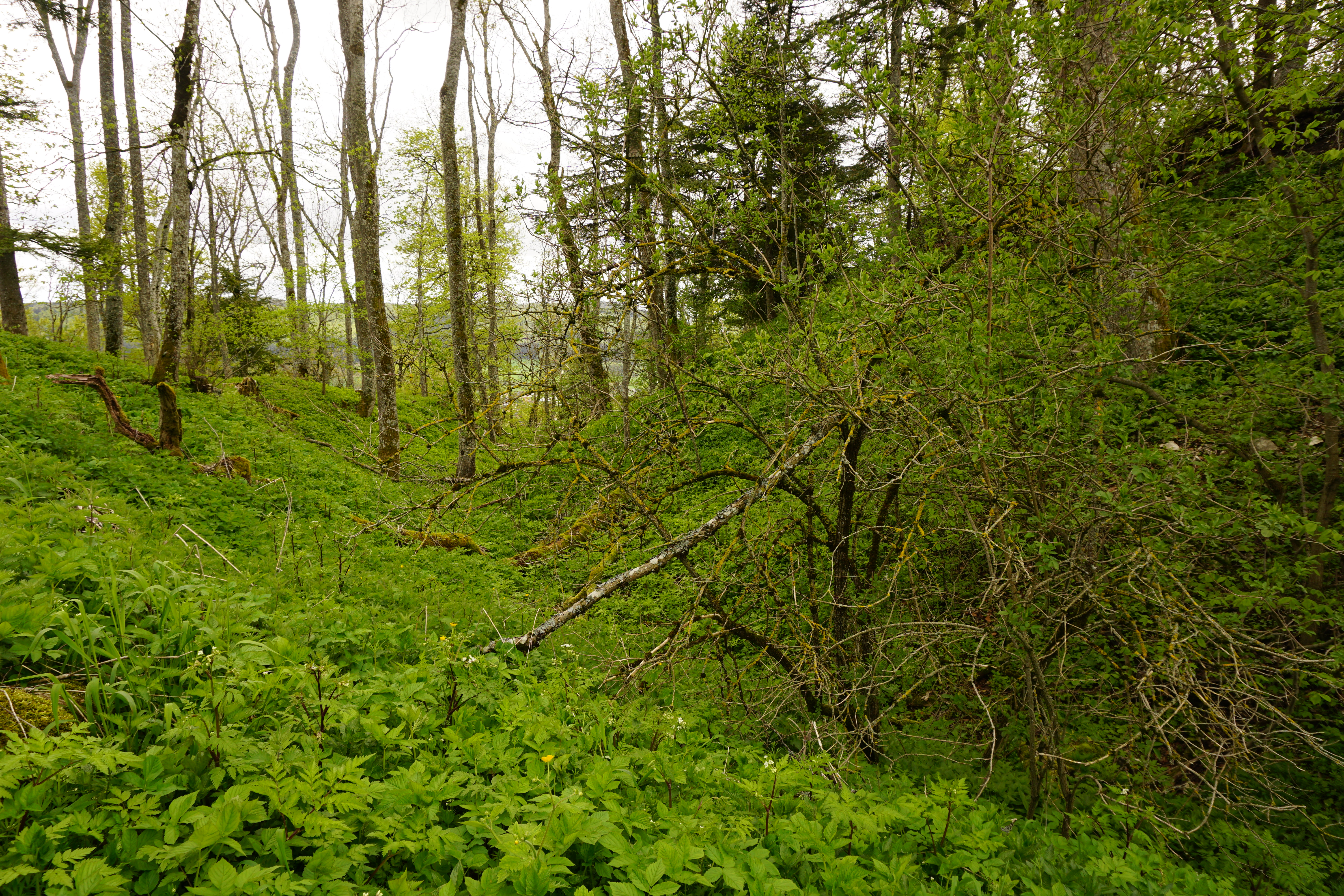
Westlicher Burggraben

Wegen anhaltender Fehden mit den benachbarten Grafen von Fürstenberg stellten sich die Grafen von Lupfen im Städtekrieg um den Schwäbischen Städtebund auf die Seite der Württemberger gegen die mit den Fürstenbergern verbündete Reichsstadt Rottweil. 1377 stürmten Rottweiler Truppen die württembergische Stadt Tuttlingen, nahmen dort den Grafen Eberhard von Lupfen gefangen und zerstörten auf dem Rückweg die Burg Lupfen durch Schleifung.
Nach deren Wiederaufbau wurde sie im Zuge der Lupfener Fehde 1416 erneut von den Rottweilern, diesmal im Auftrag König Sigismunds, wegen des Bündnisses der Herren von Lupfen mit den Herzögen von Österreich endgültig zerstört. Der Burgstall kam 1437 an die Herren von Friedingen und 1444 an die Württemberger, die die Herrschaft um den Lupfen von diesen kauften.
Im Jahr 1439, also nur wenige Jahre nach dem Übergang der Burg an die Herren von Friedingen, erlosch die Linie des Geschlechts der Grafen von Lupfen, die Stühlinger Linie ereilte 1562 dasselbe Schicksal und ihre Herrschaft gelangte in den Besitz der Reichsmarschälle von Pappenheim und danach an die Fürstenberger.

## Beschreibung
Von der einstigen Burganlage blieben lediglich Wall und Graben erhalten. An der vermutlichen Stelle des quadratischen Bergfrieds steht heute ein Aussichtsturm. Der Bergfried maß in seiner Grundfläche sieben mal sieben Meter. Reste der Umfassungsmauern mit einem Durchmesser von 1,2 Metern waren 1791 noch erhalten. Heute ist der Verlauf der Umfassungsmauer sowie der des Burggrabens nur noch im Bodenmuster zu erkennen.